# Iacob al V-lea al Scoției
Iacob al V-lea (n. 10 aprilie 1512, Linlithgow Palace⁠(d), Scoția, Regatul Unit – d. 14 decembrie 1542, Falkland Palace⁠(d), Scoția, Regatul Unit) a fost rege al Scoției din 19 septembrie 1513 până la moartea sa. A fost fiu al lui Iacob al IV-lea al Scoției.
În ianuarie 1537 s-a căsătorit cu Magdalena de Valois, fiica regelui Francisc I al Franței, care a murit după câteva luni de tuberculoză. S-a căsătorit cu Maria de Guise și a avut cu ea o fiică, pe Maria Stuart. A avut încă 3 fii nelegitimi: Robert Stuart, primul Conte de Orkney, fiu al lui Euphame Elphinstone; John Stuart n.cca 1531-d. noiembrie 1563, fiu al Elisabetei Carmichael; și James Stewart, primul Conte de Moray, fiu al Margaretei Erskine, viitorul regent al Scoției.
În 1542, fiica sa, Prințesa Maria Stuart, în vârstă de doar șase sau șapte zile a devenit regină a Scoției.
| Iacob al V-lea al Scoției Casa de StuartNaștere: 10 aprilie 1512 Deces: 14 decembrie 1542 |                                                         |                                        |
| Titluri regale                                                                            |                                                         |                                        |
| Predecesor: Iacob IV                                                                      | Rege al Scoției 9 septembrie 1513–14 decembrie 1542     | Succesor: Maria, regină a Scoției      |
| Regalitate scoțiană                                                                       |                                                         |                                        |
| Predecesor: John Stewart, Duce de Albany                                                  | Moștenitor al Scoției 10 aprilie 1512–9 septembrie 1513 | Succesor: John Stewart, Duce de Albany |